# Elke Schloo
Elke Schloo (* 1953) ist eine deutsche Filmeditorin.

## Biografie
Schloo wurde beim NDR und bei Radio Bremen zur Filmeditorin ausgebildet. Sie arbeitete dann als Script- und Schnittassistentin. 1986 folgte ein Kunststudium in Bremen. 1990 erhielt sie den Bremer Förderpreis für Bildende Kunst. Ab Anfang der 1990er Jahre wurde sie als Editorin für Radio Bremen tätig. Seit 1997 war sie für den Filmschnitt von mehr als 20 Tatort-Filmen verantwortlich. Für die Tatort-Folge Scheherazade wurde Schloo 2005 für den Deutschen Kamerapreis und den Deutschen Fernsehpreis in der Kategorie Schnitt nominiert.

## Filmografie (Auswahl)
- 1997–2013: Tatort (Fernsehreihe)
  - 1997:  Inflagranti
  - 1998:  Voll ins Herz
  - 1999:  Die apokalyptischen Reiter
  - 2001:  Eine unscheinbare Frau
  - 2002:  Schatten
  - 2002:  Endspiel
  - 2003:  Der schwarze Troll
  - 2003:  Die Liebe der Schlachter
  - 2005:  Scheherazade
  - 2005:  Requiem
  - 2006:  Stille Tage
  - 2007:  Strahlende Zukunft
  - 2007:  Schwelbrand
  - 2009:  Familienaufstellung
  - 2009:  Schiffe versenken
  - 2010:  Schlafende Hunde
  - 2010:  Königskinder
  - 2011:  Stille Wasser
  - 2011:  Der illegale Tod
  - 2012:  Ordnung im Lot
  - 2012:  Hochzeitsnacht
  - 2013:  Puppenspieler
- 2005: Am Tag als Bobby Ewing starb